# Болдеринг

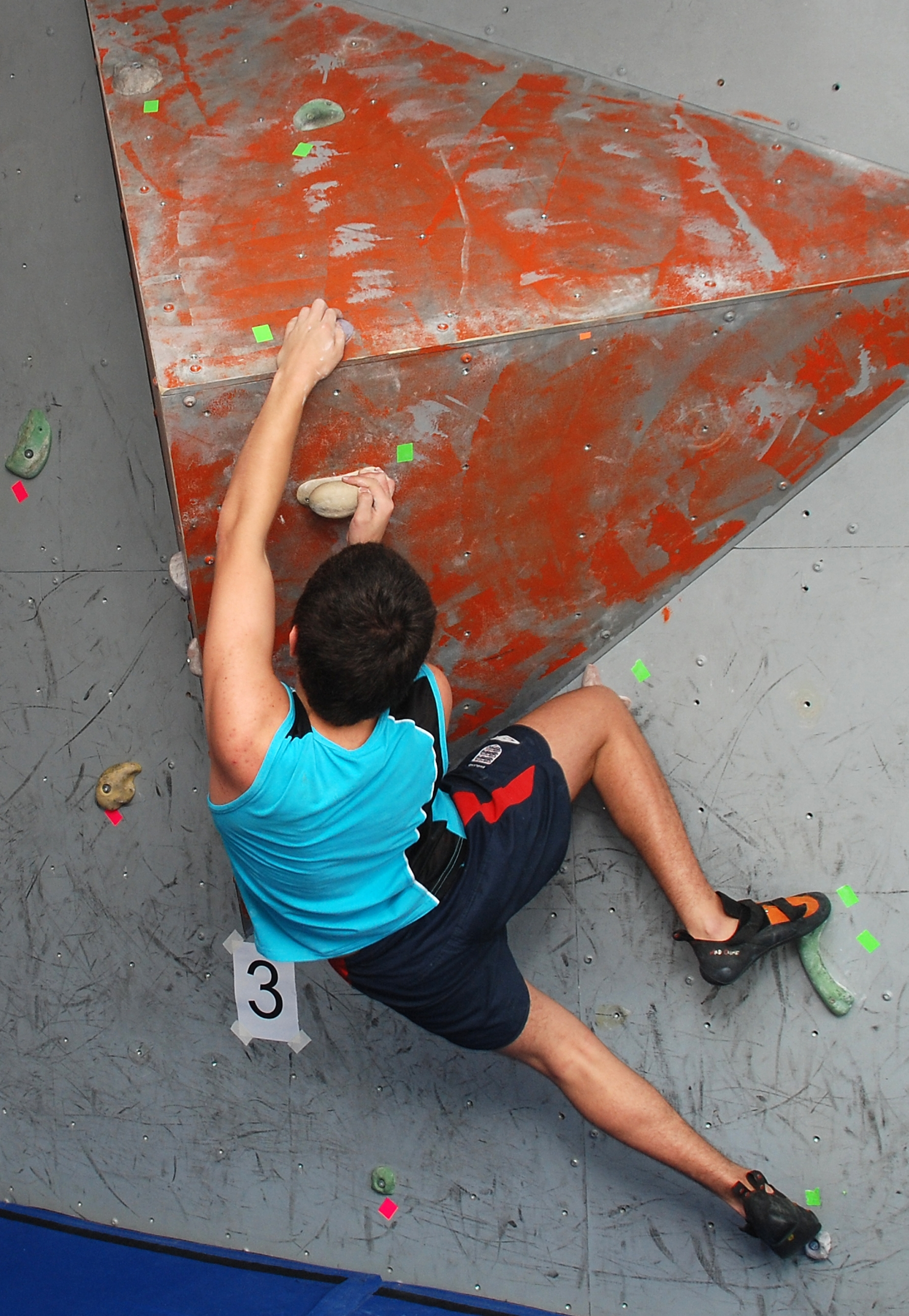
Болдеринг. На фото: Ян Пшедзял

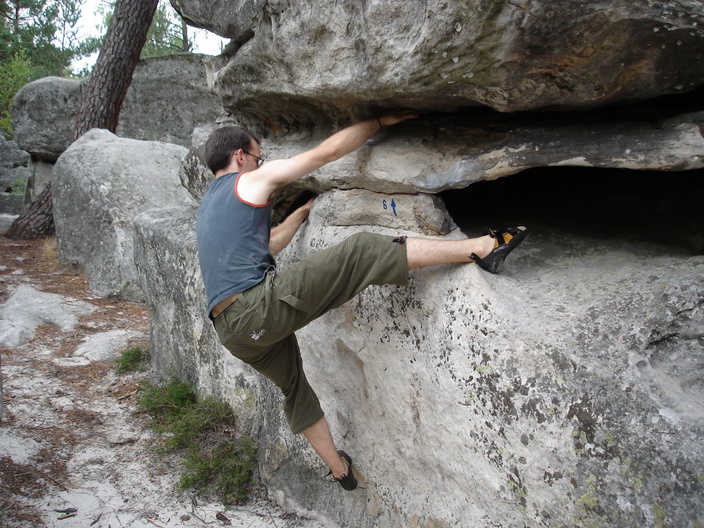

Боулдеринг (також болдеринг, від англ. bouldering — «скелелазіння по валунах») — різновид скелелазіння на невисоких природних скельних утвореннях або штучних стінах без використання мотузки та страховальної системи.
У боулдерингу більшість скелелазів застосовують: спеціальне скельне взуття (скельні туфлі) для зручнішого розташування ніг під час лазіння, магнезію для кращого зчеплення рук із зачіпками, а також крашпеди  для безпечного приземлення. Іноді використовується каніфоль для підсушування вологого рельєфу. 
Боулдерингові маршрути, на відміну від фрі-соло, зазвичай не перевищують 6 метрів у висоту та можуть проходити й у горизонтальному напрямку (траверсом). Маршрути в боулдерингу традиційно називають «проблемами». 
Тренування та змагання з боулдерингу проводяться як на природному, так і на штучному рельєфі. 

## Історія
Боулдеринг почали практикувати в середині XIX століття разом із розвитком альпінізму. Тоді він розглядався лише як спосіб підготовки до сходжень у високих горах.
Перші задокументовані згадки про боулдеринг датуються 1874 роком. Тоді паризькі альпіністи виїжджали до лісу Фонтенбло, щоб тренуватися на невисоких каменях перед експедиціями.
У 1880-х роках боулдеринг поширювався і у Великій Британії, зокрема завдяки зусиллям Оскара Екенштейна, Фрайзера Кемпбелла та інших ентузіастів. Проте ще тривалий час більшість альпіністів і скелелазів не визнавала його окремим видом спорту.
У Фонтенбло боулдеринг уперше почали сприймати як самодостатню активність. Уже в 1920-х роках там створювалися окремі маршрути, а також їхні серії для тренувань, що отримали назву «круги». Імовірно, саме тут П’єр Ален уперше застосував спеціальне взуття для скелелазіння: він прикріпив до тенісних туфель додаткові смуги з жорсткої ґуми. У той час скелелази зазвичай лазили у важких гірських чоботах.
У 1960-х роках вагомий внесок у розвиток сучасного боулдерингу зробив Джон Гілл. Спираючись на свій гімнастичний досвід, він першим почав використовувати магнезію у скелелазінні. Гілл свідомо обирав скелі невеликої висоти, адже менший ризик дозволяв йому підходити ближче до фізичних меж можливостей тіла. Таким чином, він започаткував систематичні тренування з боулдерингу. Відомо, що Гілл володів надзвичайною силою: він легко виконував передній вис на перекладині однією рукою та міг підтягуватися лише на одному пальці.
У 1980-х роках відбулося стрімке ускладнення боулдерингових маршрутів. Цьому сприяло відкриття перших скеледромів, що дозволяли тренуватися цілий рік незалежно від погодних умов, а також поява крашпедів, які зробили можливим безпечне лазіння на нових, раніше небезпечних ділянках.
Наприкінці 1980-х — на початку 1990-х років техаський скелелаз Джон Шерман розробив сучасну шкалу оцінювання складності боулдерингових проблем. Вона починається з рівня V1 і станом на 2020 рік сягає V16.

### Видатні проходження
9A (V17) (непідтверджений)
- Burden of Dreams — Lappnor (Фінляндія) — 23 жовтня 2016 року.   Після 3,5 років роботи над проєктом Наллє Хуккатайвал здійснив перше проходження боулдерингу категорії 9А, який складається лише з п’яти рухів[6]
- 8C+/9A
  - No Kapote Only — Фонтенбло (Франція) — січень 2019 року.   Перше проходження належить Шарлю Альберу, відомому тим, що лазить босоніж. Йому знадобилося 20 сесій.[2] У березні 2019 року друге проходження зробив японський скелелаз Рьохей Камеяма всього за чотири дні. Він запропонував подвійну категорію — 8C+/9A. Камеяма зазначив, що не має достатнього досвіду для остаточної оцінки боулдерингів такого рівня, проте, на його думку, Burden of Dreams значно важчий.[2]

8C+/9A
- No Kapote Only — Фонтенбло (Франція) — січень 2019 року. Перше проходження належить Шарлю Альберу, відомому тим, що лазить босоніж. Йому знадобилося 20 сесій.[7] У березні 2019 року друге проходження зробив японський скелелаз Рьохей Камеяма всього за чотири дні. Він запропонував подвійну категорію — 8C+/9A. Камеяма зазначив, що не має достатнього досвіду для остаточної оцінки боулдерингів такого рівня, проте, на його думку, Burden of Dreams значно важчий.[7]

8B+
- Dreamtime — Креш’яно (Швейцарія) — 28 жовтня 2000 року. Уперше пройдений Фредом Ніколем, який запропонував оцінку 8C.[8] У 2002 році Дейв Грехем повторив боулдеринг, знайшов інший варіант проходження (з використанням чіпляння носком) і запропонував зниження до 8B+. Станом на сьогодні маршрут має понад 25 повторень, і багато скелелазів погодилися з пониженням категорії
- Catharsis — Сьобара (Японія) — жовтень 2012 року. Перше жіноче проходження боулдерингу категорії 8B+. Його здійснила Томоко Огава. Першим цей боулдер подолав Даї Койамада.[9]

8А+
- Meathook — Horsetooth Reservoir (США) — 1975 рік. Один із трьох легендарних боулдерингів Джима Голловея, якому він особисто не дав категорії. Голловей не сприймав цей проєкт серйозно: він лише пробував низький старт на камені, де Джон Гілл проліз боулдер Left Eliminator, аж поки йому самому це не вдалося[10] [Архівовано 25 грудня 2019 у Wayback Machine.].
- Trice (або A.H.R. — Another Hollow Route) — Болдер (США) — 1975 рік. Ще один знаменитий маршрут Джима Голловея, який залишався без повторень майже 30 років. 15 листопада 2007 року його пройшли Карло Траверсі та Джеймі Емерсон. Згодом повторення здійснили Джеймс Пірсон, Деніел Вудс та Алекс Пучіо.[11][12] [Архівовано 6 червня 2019 у Wayback Machine.] [Архівовано 25 грудня 2019 у Wayback Machine.].

7B+(V8)
- Midnight Lightning — Camp 4,(Національний парк Йосеміті, США) — 1978 рік. Перше проходження належить Рону Кауку. Перше жіноче проходження здійснила Лінн Гілл у1998.[13]

7A
- La Joker — Фонтенбло (Франція) — 1952 рік. На момент проходження Робертом Параго оцінювався як 6C, сьогодні — як важка 7A. Ймовірно, це перший боулдеринг у цій категорії.[14][15]
- L’Abattoir — Фонтенбло (Франція) — 1960 рік. Сьогодні оцінюється як 7A+, хоча спершу вважався першим 7A у Фонтенбло. Перше проходження належить Майклу Ліберу.[16]

## Лазіння на природному рельєфі
Характеристики боулдерингових маршрутів на природних каменях або скелях залежать від типу скельної породи та кута нависання. Найпоширенішими породами для боулдерингу є граніт, пісковик чи вапняк.
Серед найвідоміших боулдерингових районів світу:
- Європа: Фонтенбло (Франція), Албаррасін (Іспанія), Чарівний ліс (Magic Wood,Швейцарія), Пік-Дистрикт (Велика Британія), Зіллерталь (Австрія), Франкен'юра (Німеччина).
- Америка: Бішоп, Хуеко Танкс, Долина Джо (США), Сквоміш (Канада), Кокалзинхо (Бразилія).
- Африка: Рокландс (ПАР).
- Азія: Хампі (Індія).[18]

В Україні існує низка боулдерингових районів:
- на вапняку — Кремінець[19], Іванівка (Южноукраїнськ)[20];
- на пісковику в Карпатах — Ямельниця[21], Острів Пасхи[22], Гондурас[23], Церківна[24], Скелі Довбуша[25].

## Лазіння на штучному рельєфі
Боулдеринг також активно практикується на штучних скеледромах. Тренувальні площини зазвичай виготовляють із фанери, скло-пластику, полікарбонату або бетону. На ці поверхні кріпляться зачіпки та рельєфи, з яких формуються маршрути. Зачіпки найчастіше виготовляють із поліуретану чи композитних матеріалів, рідше — з деревини або каменю.
Процес створення маршруту на скеледромі називається роутсеттінгом. Стиль боулдерингових трас у залах змінювався з часом:
- наприкінці 1990-х — на початку 2000-х перевага надавалася лазінню на сильному нависанні та з використанням малих, «поганих» зачіпок;
- у 2010-х боулдерингові маршрути стали більш динамічними, координаційними й подібними за характером до паркуру.

На скеледромах зазвичай на одній стіні розташовано кілька боулдерів різної складності. Її визначають за кольором зачіпок або спеціальних маркерів: білий — найлегший рівень, жовтий, зелений, червоний, синій, чорний — найскладніший. Є правило: двома маркерами позначають стартові зачіпки (обов'язково брати та зафіксувати) та фінішну  ( треба зафіксувати двома руками).

## Категорії складності
Найпоширенішими системами оцінювання складності боулдерингу є V-шкала та шкала Фонтенбло.
V-шкала виникла наприкінці 1980-х років у районі Хуеко-Танкс (США) завдяки Джону Шерману. До цього застосовувалася закрита B-шкала Джона Гілла, у якій: B1 означало складний боулдеринг, B2 — надзвичайно складний, B3 — практично неможливий.
Ця система виявилася неточною, оскільки не враховувала зростання складності нових маршрутів. У путівнику до Хуеко-Танкс Джон Шерман спершу хотів залишити боулдери без категорій, проте видавець наполіг на їх наявності для кращого продажу гайдбуку. Тоді Шерман уперше запропонував відкрите оцінювання — від V0 до V9. Станом на 2020 рік шкала сягає V17.[2] Літера V походить від прізвиська Шермана — Vermin («шкідник»)..
Шкала Фонтенбло також є відкритою. Кожна цифрова категорія (від 1 і далі) має поділ на підкатегорії a, b, c. Додатковий символ «+» означає проміжний рівень складності.
Попри наявність об’єктивних систем оцінювання, сприйняття складності боулдерингових маршрутів залишається суб’єктивним. Воно залежить від індивідуальних характеристик і навичок скелелазів: зросту, сили, гнучкості, вміння виконувати динамічні рухи, тощо.

## Хайбол

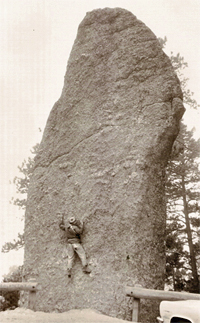
Скелелаз на Thimble в 1960-х роках.

Хайбол (англ. Highball bouldering) — це боулдеринг на скелях заввишки від 5–6 до 10–12 метрів. Вище цієї межі лазіння зазвичай відносять до категорії фрі-соло, хоча поділ доволі умовний. Через значну висоту та небезпеку такі проходження потребують не лише фізичної й технічної підготовки, а й високої психологічної стійкості.
Родоначальником хайболу вважають Джона Гілла, який у 1961 році без попереднього страхувального випробування проліз 11-метровий боулдер на гранітній спиці The Thimble (категорія складності 7A). Повторити цей маршрут вдалося лише понад десять років потому..

#### Найвідоміші проходження хайболів:
- Ambrosia (8A, 18 м) — Бішоп, Каліфорнія. Перше проходження здійснив Кевін Йоргенсон у 2009 році. Перше жіноче проходження належить Ніні Вільямс (2017).[33].
- Too Big to Flail (7C+, 18 м) — Бішоп, Каліфорнія. Проліз Алекс Хоннолд у 2012 році. У 2019 році його повторила Ніна Вільямс — це стало першим жіночим і загалом лише сьомим проходженням цього хайбола.[34][35].
- Livin’ Large (8C, 10 м) — Роклендс, ПАР. Знайдений та вперше пройдений Наллє Хуккатайвалом у 2009 році. У 2015 році повторений Джимом Веббом.[36]
- The Process (8C+, 18 м) — Бішоп, Каліфорнія. Уперше пройдений Деніелом Вудсом у 2015 році. Після цього на маршруті зламалася ключова зачіпка, що значно ускладнило подальші спроби повторення.[37]

## Змагання
Перші змагання з боулдерингу мали неформальний характер. З розвитком скеледромів та появою офіційних стартів зі спортивного скелелазіння (у дисциплінах складність та швидкість) боулдеринг також отримав офіційний статус. У 1998 році відбулися перші тестові змагання з боулдерингу під час Top Rock Challenge, а вже у 1999 році Міжнародна федерація спортивного скелелазіння (IFSC) започаткувала Кубок Світу з боулдерингу. Переможцями дебютного Кубку світу стали Стефані Боде (Франція) та Крістіан Кор (Італія). Українець Серік Казбеков виборов срібну медаль.

#### Досягнення українських спортсменів на міжнародних змаганнях:
- 2001 — бронза на Чемпіонаті світу з боулдерингу (Вінтертур, Швейцарія) — Наталія Перлова
- 2009 — срібло на Чемпіонаті світу з боулдерингу (Цінхай, Китай)
- 2010 — бронза на Чемпіонаті Європи з боулдерингу (Імст, Австрія) — Ольга Шалагіна.[39]

#### Боулдеринг на Олімпійських іграх
У 2016 році скелелазіння було включено до програми Олімпійських ігор. Дебют відбувся на Олімпіаді в Токіо-2020. Спортсмени змагалися у трьох дисциплінах: швидкість, боулдеринг, складність. Розігрувався один комплект медалей серед чоловіків та один — серед жінок. Фінальний результат визначався за множенням місць, здобутих у кожній дисципліні: перемогу отримував атлет із найменшим підсумковим балом.